# STS-113
STS-113 var ett rymdfärjsuppdrag som genomfördes 2002 med rymdfärjan Endeavour. Den sköts upp från Pad 39A vid Kennedy Space Center i Florida den 24 november 2002. Efter nästan fjorton dagar i omloppsbana runt jorden återinträdde rymdfärjan i jordens atmosfär och landade vid Kennedy Space Center.
Flygningen gick till Internationella rymdstationen.
Flygningens mål var att leverera Truss P1 och installera den på Truss S0. Man bytte även besättningen på rymdstationen.
I och med att farkosten lämnade rymdstationen var Expedition 5 avslutad.